# كونستانتين تشيرنيشوف
كونستانتين تشيرنيشوف (بالروسية: Чернышов, Константин Валерьевич)‏ Konstantin Chernyshov (ولد في 11 يونيو 1967) لاعب شطرنج روسي يحمل لقب أستاذ كبير.

## إنجازات
- فاز بالتعادل مع سبعة آخرين بدورة كابيل لاغراند المفتوحة للشطرنج عام 2008، وهم فوغار غاشيموف، دافيد أروتينيان، يوري كريفوروتشكو، سيرغي فيدورتشوك، أندري ديفياتكين، فاسيليوس كوترونياس وإروين لامي.
- فاز بالتعادل مع ثلاثة آخرين بالمركز الأول بدورة موسكو المفتوحة عام 2010، مع إيفجيني بارييف، لي كوانغ ليم، إرنستو إيناركييف، وفاز هو في مباراة تحديد الغالب.

## تصنيف إيلو
- بلغ في تصنيف إيلو 2480 نقطة في يناير 2018.

## روابط خارجية
- كونستانتين تشيرنيشوف على موقع الاتحاد الدولي للشطرنج (الإنجليزية)
- كونستانتين تشيرنيشوف على موقع مباريات الشطرنج (الإنجليزية)
- كونستانتين تشيرنيشوف على موقع 365Chess.com (الإنجليزية)
- كونستانتين تشيرنيشوف على موقع Chesstempo.com (الإنجليزية)